# Camandona
Camandona település Olaszországban, Piemont régióban, Biella megyében. Lakosainak száma 309 fő (2023. január 1.). Camandona Bioglio, Callabiana, Pettinengo, Piatto, Valdilana, Vallanzengo, Valle San Nicolao és Veglio községekkel határos.

## Népesség
A település népességének változása:
| Lakosok száma | 355  | 349  | 309  |
|               | 2017 | 2018 | 2023 |